# Revest-Saint-Martin

Revest-des-Brousses este o comună în departamentul Alpes-de-Haute-Provence din sud-estul Franței. În 1 ianuarie 2022 avea o populație de 82 de locuitori.